# Okres Gostynin
Okres Gostynin (polsky Powiat gostyniński) je okres v polském Mazovském vojvodství. Rozlohu má 615,56 km² a v roce 2020 zde žilo 44 581 obyvatel. Sídlem správy okresu je město Gostynin.

## Gminy
Městská:
- Gostynin

Městsko-vesnická:
- Sanniki

Vesnické:
- Gostynin
- Pacyna
- Szczawin Kościelny

## Města
- Gostynin
- Sanniki

## Demografie
Počet obyvatel (informace z 30. června 2005):
|         | Celkem | Celkem | Ženy   | Ženy | Muži   | Muži |
|         | Osob   | %      | Osob   | %    | Osob   | %    |
| ------- | ------ | ------ | ------ | ---- | ------ | ---- |
| Celkem  | 47 229 | 100    | 24 308 | 51,5 | 22 921 | 48,5 |
| Město   | 19 133 | 100    | 10 043 | 52,5 | 9090   | 47,5 |
| Vesnice | 28 096 | 100    | 14 265 | 50,8 | 13 831 | 49,2 |